# Municipio de Chequest
El municipio de Chequest (en inglés: Chequest Township) es un municipio ubicado en el condado de Van Buren en el estado estadounidense de Iowa. En el año 2010 tenía una población de 232 habitantes y una densidad poblacional de 2,48 personas por km².

## Geografía
El municipio de Chequest se encuentra ubicado en las coordenadas 40°46′24″N 92°7′29″O / 40.77333, -92.12472. Según la Oficina del Censo de los Estados Unidos, el municipio tiene una superficie total de 93.7 km², de la cual 93,64 km² corresponden a tierra firme y (0,06 %) 0,06 km² es agua.

## Demografía
Según el censo de 2010, había 232 personas residiendo en el municipio de Chequest. La densidad de población era de 2,48 hab./km². De los 232 habitantes, el municipio de Chequest estaba compuesto por el 99,57 % blancos, el 0,43 % eran asiáticos. Del total de la población el 0 % eran hispanos o latinos de cualquier raza.